# (874) Rotraut
(874) Rotraut ist ein Asteroid des Hauptgürtels, der am 25. Mai 1917 vom deutschen Astronomen Max Wolf in Heidelberg entdeckt wurde.
Der Name ist vermutlich von dem Titel des Gedichts Schön Rotraut von Eduard Mörike abgeleitet.